# Cadillac Fleetwood Eldorado (1971–1978)
Der Cadillac Fleetwood Eldorado der Modelljahre 1971 bis 1978 ist ein Personal Luxury Car der zum US-amerikanischen Hersteller General Motors gehörenden Automarke Cadillac. Das Fahrzeug war nach dem Eldorado von 1967 das zweite Modell der Marke, das mit Frontantrieb ausgestattet war. Er war seinerzeit der größte frontgetriebene Personenkraftwagen der Welt.

## Hintergrund

### Entstehungsgeschichte

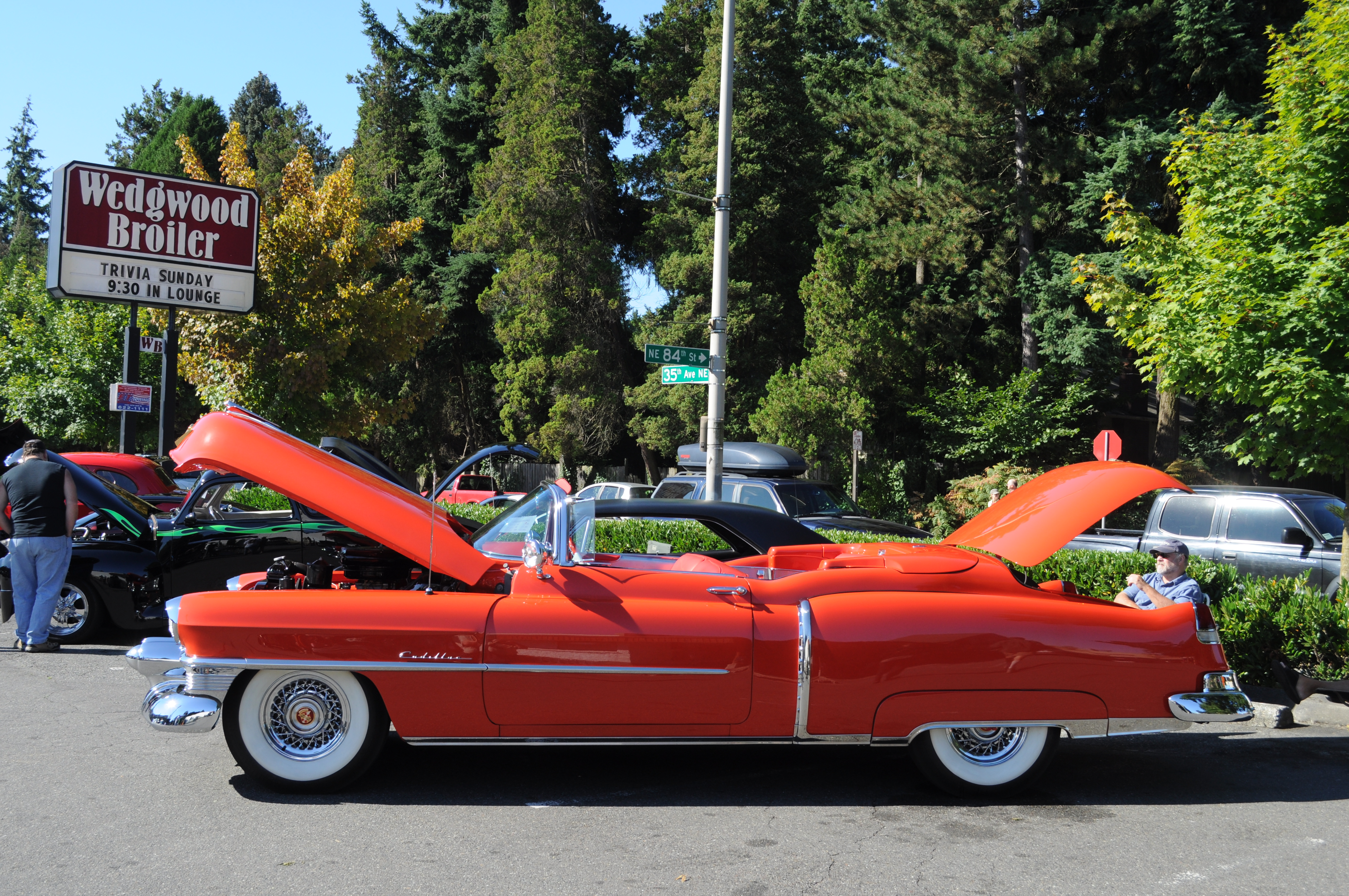
Begründer der Modellreihe: Cadillac Eldorado von 1953

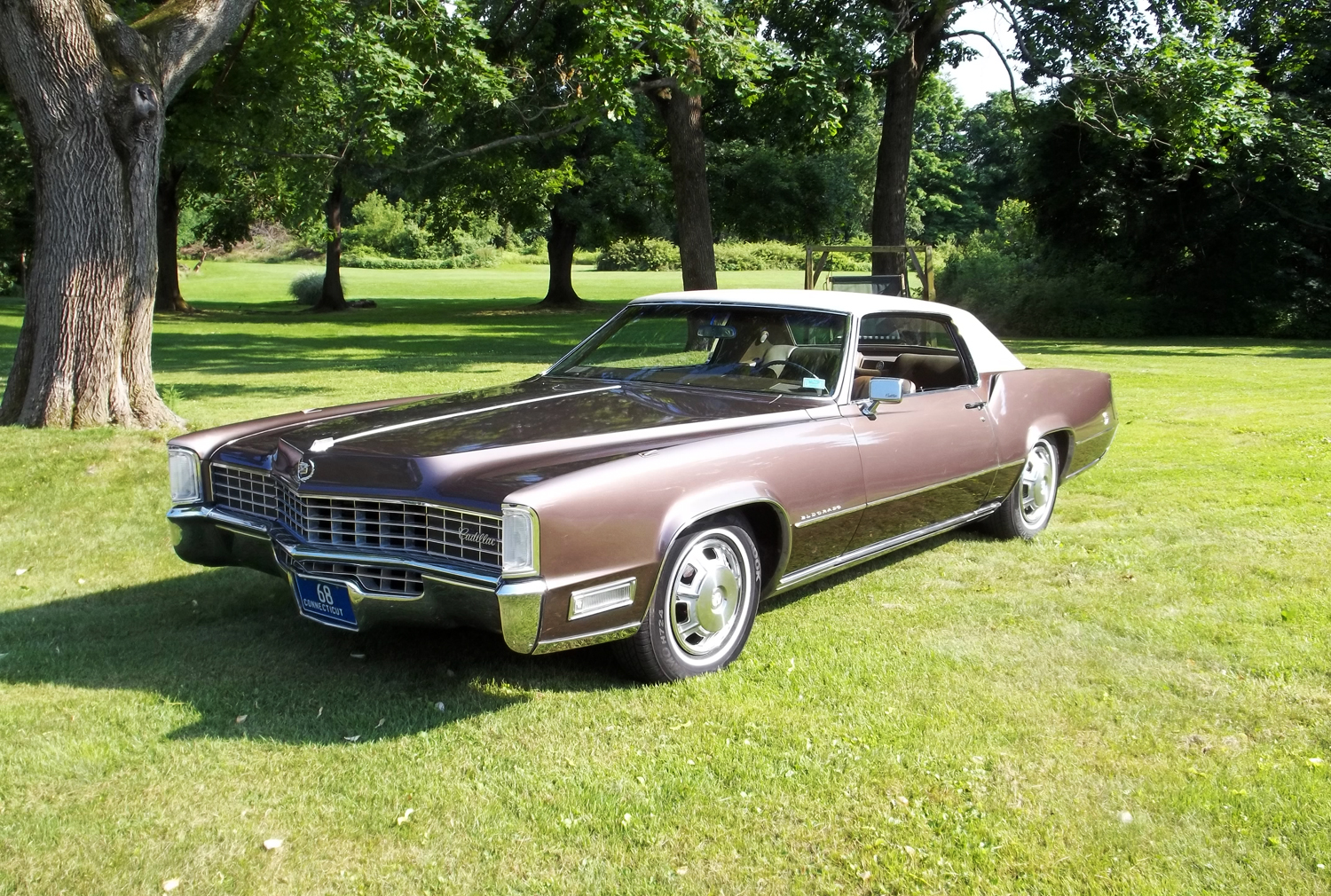
Erster Fleetwood Eldorado mit Frontantrieb (1967–1970)

Die Eldorado-Baureihe war seit 1953 regelmäßiger Bestandteil der Modellpalette Cadillacs. In den ersten 13 Jahren handelte es sich dabei um hochwertig ausgestattete Cabriolets, die in der Cadillac-Hierarchie oberhalb des regulären Series 62 Convertible angesiedelt waren, wenngleich sie regelmäßig die Technik des Basismodells einschließlich des seinerzeit üblichen Hinterradantriebs verwendeten. Im ersten Jahrgang betrug die Preisdifferenz zwischen dem Eldorado und dem Series 62 mehr als 3.500 US-$; danach reduzierte sie sich jeweils auf 1.500 bis 2.000 US-$. Bis 1958 hatten die Eldorado-Modelle eigenständige Karosserien, die sie äußerlich von den Standard-Cadillacs abhoben. Ab 1959 hingegen übernahmen die Eldorado auch die Karosserie der Cadillacs Standard-Cabriolets. Die Modelle hießen nun Eldorado Biarritz (bis 1965) bzw. Fleetwood Eldorado (1966). Die Jahresproduktion lag in den 1960er-Jahren regelmäßig im unteren vierstelligen Bereich.
Zum Modelljahr 1967 kam es zu einer Neuausrichtung des Eldorado. Er wurde technisch und stilistisch von Cadillacs Standardmodellen gelöst und zu einem gänzlich eigenständigen Oberklassecoupé weiterentwickelt. Zur technischen Neupositionierung des Modells gehörte die Hinwendung zum Frontantrieb, der in dieser Klasse ein Novum darstellte. Seine Antriebstechnik war vom Oldsmobile Toronado abgeleitet. Das außergewöhnlich geformte Auto galt schon bei seiner Vorstellung als Designikone. Ungeachtet seines guten Rufs und jährlich steigender Absatzzahlen blieb der erste Frontantriebs-Eldorado nur vier Jahre lang im Programm. Werksintern wurde dies vor allem auf zu hohe Fertigungskosten zurückgeführt, die eine Folge der großen, ungewöhnlich geformten und schwer zu pressenden Karosserieteile waren.
Im August 1970 erschien die zweite Generation der Frontantriebs-Eldorados. Die Antriebstechnik war eine bloße Weiterentwicklung des Vorgängers, die Karosserie hingegen war gänzlich neu gestaltet worden. Anders als in der ersten Generation gab es nun neben dem Coupé auch eine Cabrioletversion. Sie war inzwischen der einzige offene Fahrzeug der Marke, da Cadillac die Fertigung des DeVille Convertible mit Ablauf des Modelljahrs 1970 eingestellt hatte. Die zweite Generation der Frontantriebs-Eldorados blieb als Cabriolet sechs und als Coupé acht Jahre lang im Programm.

### Modellbezeichnung und Eingruppierung
Die werksseitige Bezeichnung des Autos lautete wie beim Vorgänger Fleetwood Eldorado. Ungeachtet dessen wird das Modell in der US-amerikanischen Automobilliteratur vielfach vereinfachend nur „Eldorado“ genannt.

## Modellbeschreibung

### Fahrwerk
Die zweite Generation des Eldorado hatte wie schon das Vorgängermodell einen Kastenrahmen mit aufgesetzter Karosserie. Der Rahmen wurde neu konstruiert und reichte nun bis ans Fahrzeugheck. Das Fahrwerk wurde in Details überarbeitet. An den Hinterrädern befanden sich nun Schraubenfedern anstelle der bisherigen Blattfedern. Der Radstand wuchs um 160 auf nun 3208 mm. Ungeachtet dessen war der 1971er Eldorado nur 20 mm länger als sein Vorgänger. Im Innenraum ergab sich keine Platzverbesserung gegenüber dem Vorgängermodell; die Vergrößerung des Radstands wirkte sich lediglich im Bereich des Motorraums aus.

### Design

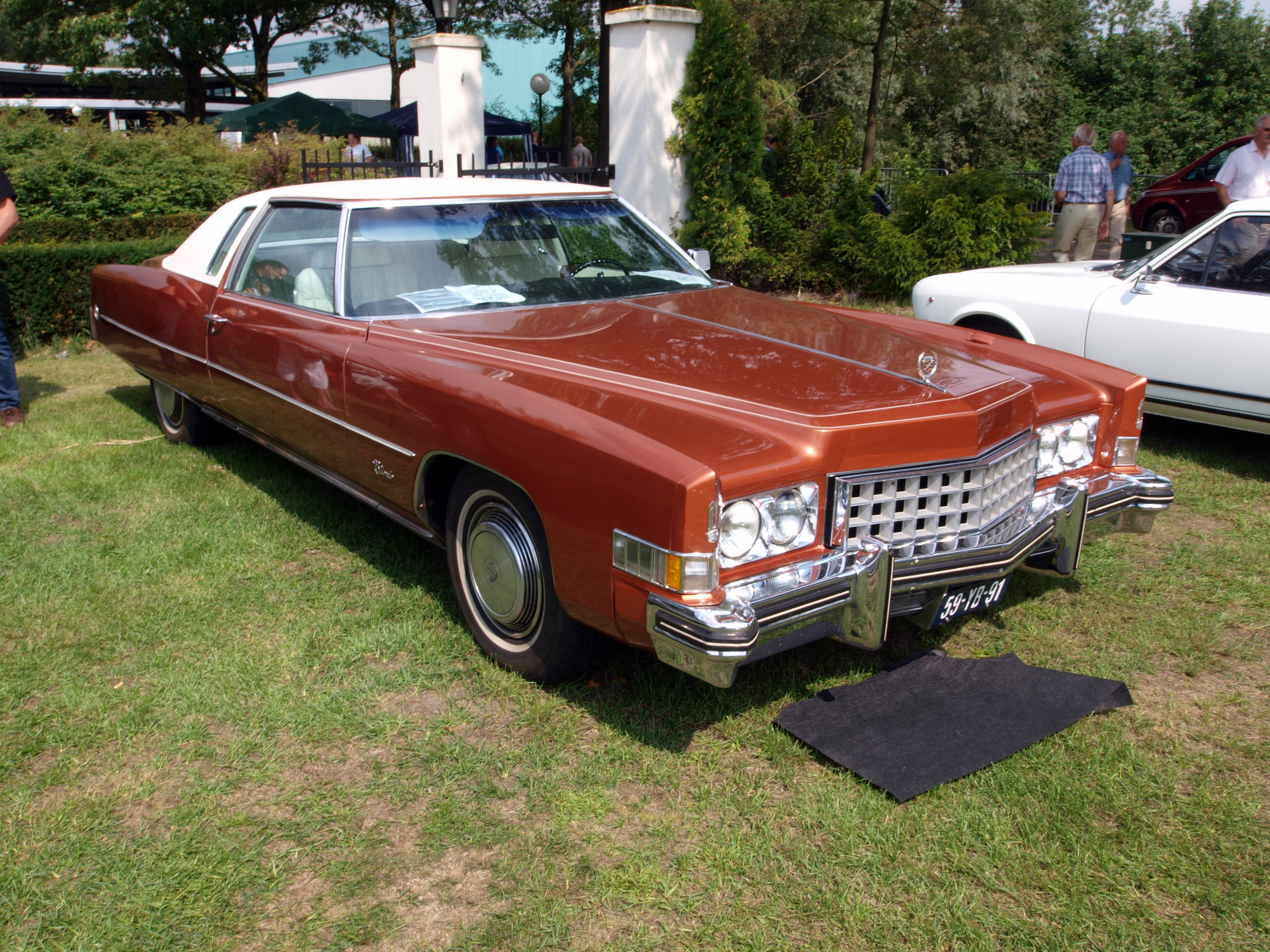
Fleetwood Eldorado Coupé (1973)

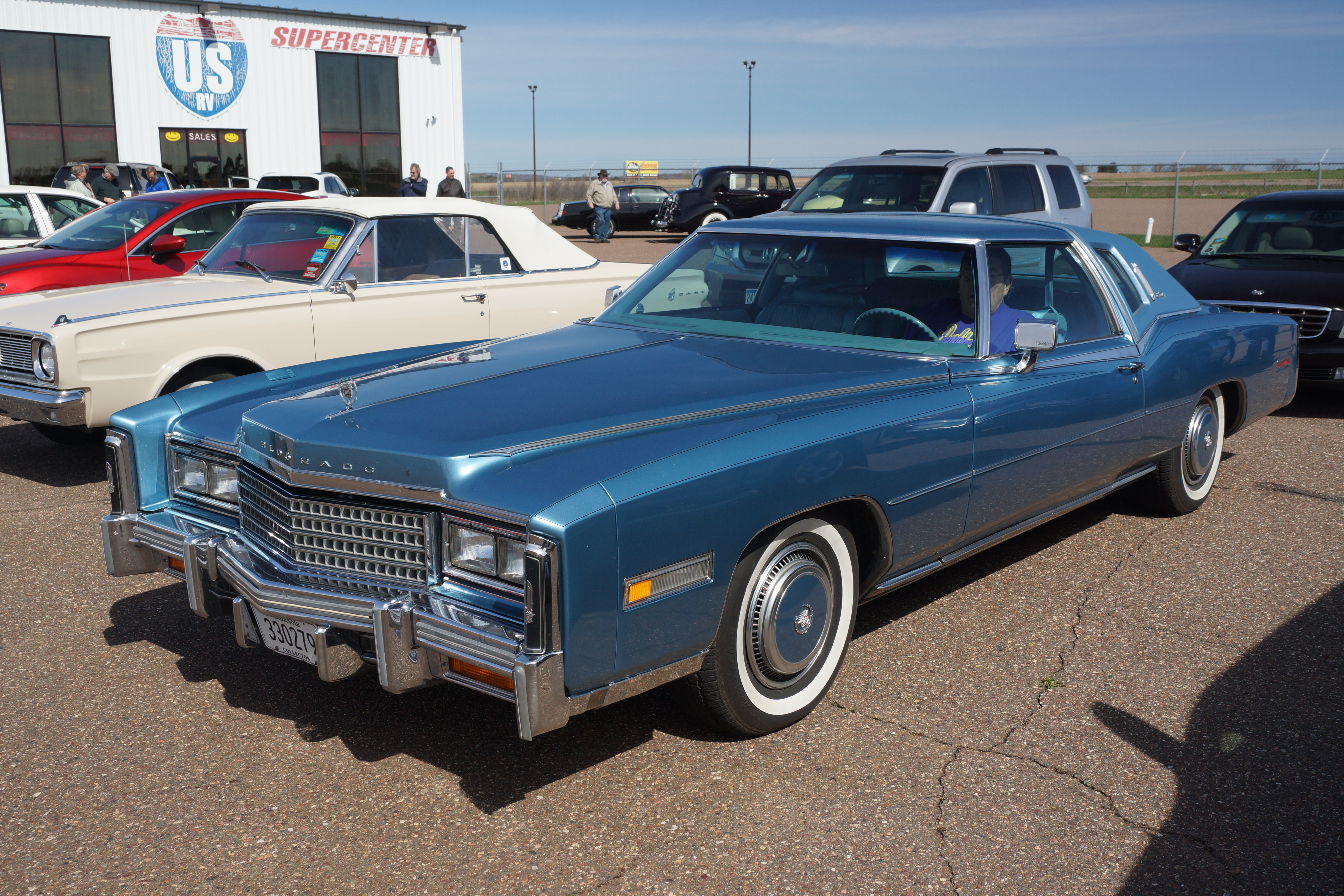
Letztes Baujahr: 1978

#### Entstehung
Das Design des 1971er Eldorado wird vielfach Bill Mitchell zugeschrieben, der zu dieser Zeit Design-Vorstand bei General Motors war. Die wesentliche Detailarbeit leistete das Advanced Cadillac Studio, das von Wayne Kady geleitet wurde. Laut Kady gestaltete Mitchell keine Details der Karosserie selbst; er habe lediglich Auswahlentscheidungen getroffen und das Gesamtkonzept festgelegt.

#### Beschreibung
Konzeptionell folgte die zweite Frontantriebsgeneration des Eldorado dem Vorgängermodell: Eine lange Motorhaube sollte optisch den Frontantrieb hervorheben. Die Fahrgastzelle und die Heckpartie waren im Vergleich dazu jeweils knapp geschnitten; diese Proportionierung sollte Sportlichkeit ausstrahlen. Auf der Grundlage dieses Konzepts war die Karosserie des 1971er Eldorado vollständig neu gestaltet worden. Die Arbeiten hierzu begannen 1967. Es gab kein Karosserieteil, das mit dem Vorgängermodell austauschbar war. Die Karosserie war rundlicher als die des Vorgängermodells und zitierte an verschiedenen Stellen Vorgaben klassischer Eldorado-Modelle. Das betraf unter anderem die senkrecht verlaufende Chromleiste an den hinteren Kotflügeln, die bereits die Eldorado-Cabriolets der Modelljahre 1953 bis 1955 gehabt hatten und die einen Lufteinlass simulieren sollte, sowie abgedeckte Hinterräder. Der Aufbau folgte der sogenannten Coke-Bottle-Linie, hatte also einen markanten Hüftschwung über den Hinterrädern. Die Gestaltung der hinteren Kotflügel wurde im Laufe des Produktionszyklus mehrfach geändert. 1973 entfiel der vertikale Chromstreifen, 1975 wurde der Hüftschwung schärfer profiliert.
Der geschlossene Eldorado hatte, anders als der direkte Vorgänger, eine fest stehende B-Säule und war damit kein Hardtop Coupé im eigentlichen Sinne, obwohl Werkspublikationen den Begriff Hardtop, der das Fehlen einer B-Säule nach US-amerikanischem Verständnis impliziert, wiederholt verwendeten. Ein besonderes Designmerkmal war das schmale vertikale Seitenfenster hinter der B-Säule und die sehr breite C-Säule. Diese Gestaltung, die den Landauer-Stil der Vorkriegsjahre aufgreifen sollte, schränkte die Rundumsicht stark ein und verdunkelte das hintere Passagierabteil. Cadillac nahm zu jedem Modelljahr stilistische Änderungen am Eldorado vor. Meist betrafen sie nur Kleinigkeiten. Zum Modelljahr 1975 aber gab es ein großes Facelift, das das Erscheinungsbild des Autos erheblich änderte.

#### Rezeption
Das Design wurde in der Presse weitgehend abgelehnt. Kommentatoren nannten die Autos unnötig massig und plump. Anderseits gehörten die Eldorado des Modelljahrs 1971 zu Bill Mitchells bevorzugten Fahrzeugen.

### Gewicht
Die Eldorados der Jahrgänge 1971 bis 1978 waren schwere Automobile. Das Cabriolet wog bei seiner Markteinführung leer 2.335 kg; im letzten Produktionsjahr war das Leergewicht auf 2.567 kg gestiegen. Die Coupés waren jeweils etwa 60 kg leichter.

### Motorisierung

#### 8,2-Liter-Achtzylinder
Als Antrieb diente in den ersten Jahren ein Achtzylindermotor mit einem Hubraum von 8194 cm³ (500 Kubikzoll), der fast quadratisch ausgelegt war (Bohrung × Hub: 109 × 109,3 mm). Der Motor war 1970 beim ersten frontgetriebenen Eldorado eingeführt worden. Er war der größte serienmäßig in einem PKW eingebaute Motor der Nachkriegszeit. Der Eldorado nutzte diesen Motor bis 1974 exklusiv; alle anderen Cadillac-Modelle hatten stattdessen einen 7,7 Liter großen Achtzylindermotor. 1975 wurde der 8,2-Liter-Motor die Standardmotorisierung aller Cadillacs.
Die Leistung des großen Motors variierte im Laufe der Jahre. 1971 wurde sie mit 365 brutto-SAE-PS angegeben. Mit der Umstellung auf Netto-Werte zum Modelljahr 1972 lag die Motorleistung nach Werksangabe zunächst bei 235 SAE-PS (1972 und 1973), bevor sie infolge emissionsbezogener Modifikationen auf 210 SAE-PS (1974) und schließlich auf 190 SAE-PS (1975 und 1976) sank, sodass die Literleistung zuletzt bei nur noch 23 PS pro Liter Hubraum lag. Dieser Leistungseinbruch wird als sinnbildlich für die Fehlentwicklungen im US-amerikanischen Automobilbau in der Malaise Era angesehen. Zum Modelljahr 1976 gab es wahlweise eine Version mit Benzineinspritzung von Bendix, deren Leistung 215 SAE-PS betrug.

#### 7,0-Liter-Achtzyinder
Die Produktion des 8,2-Liter-Motors wurde mit Ablauf des Modelljahrs 1976 eingestellt. Sein Nachfolger war ab 1977 bei allen Cadillac-Modellen einschließlich des Eldorado ein neu konstruierter Achtzylinder-V-Motor mit 7,0 Litern (425 Kubikzoll) Hubraum, dessen Leistung 135 kW (180 Netto-SAE-PS) mit Doppel-Register-Vergaser bzw. 146 kW (195 Netto-SAE-PS) betrug.

## Modellentwicklung

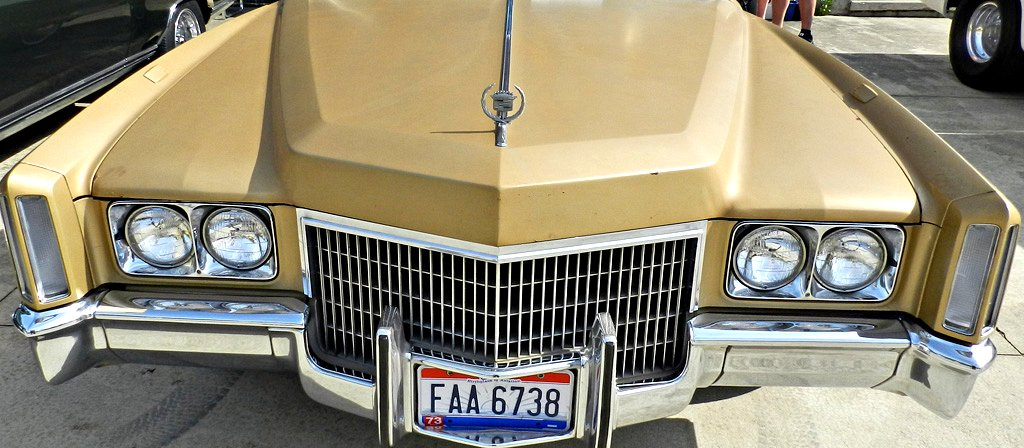
„Coffin Nose“: Frontpartie des ersten Jahrgangs mit stark modellierter Motorhaube

### 1972
1972 gab es nur geringfügige Änderungen. Sie betrafen vor allem die Einfassung des Kühlergrills geändert. Zudem erschienen Radkappen, die die Felgen fast vollständig abdeckten. In technischer Hinsicht führte Cadillac ein Anti-Blockier-System an den Hinterrädern ein.

### 1973

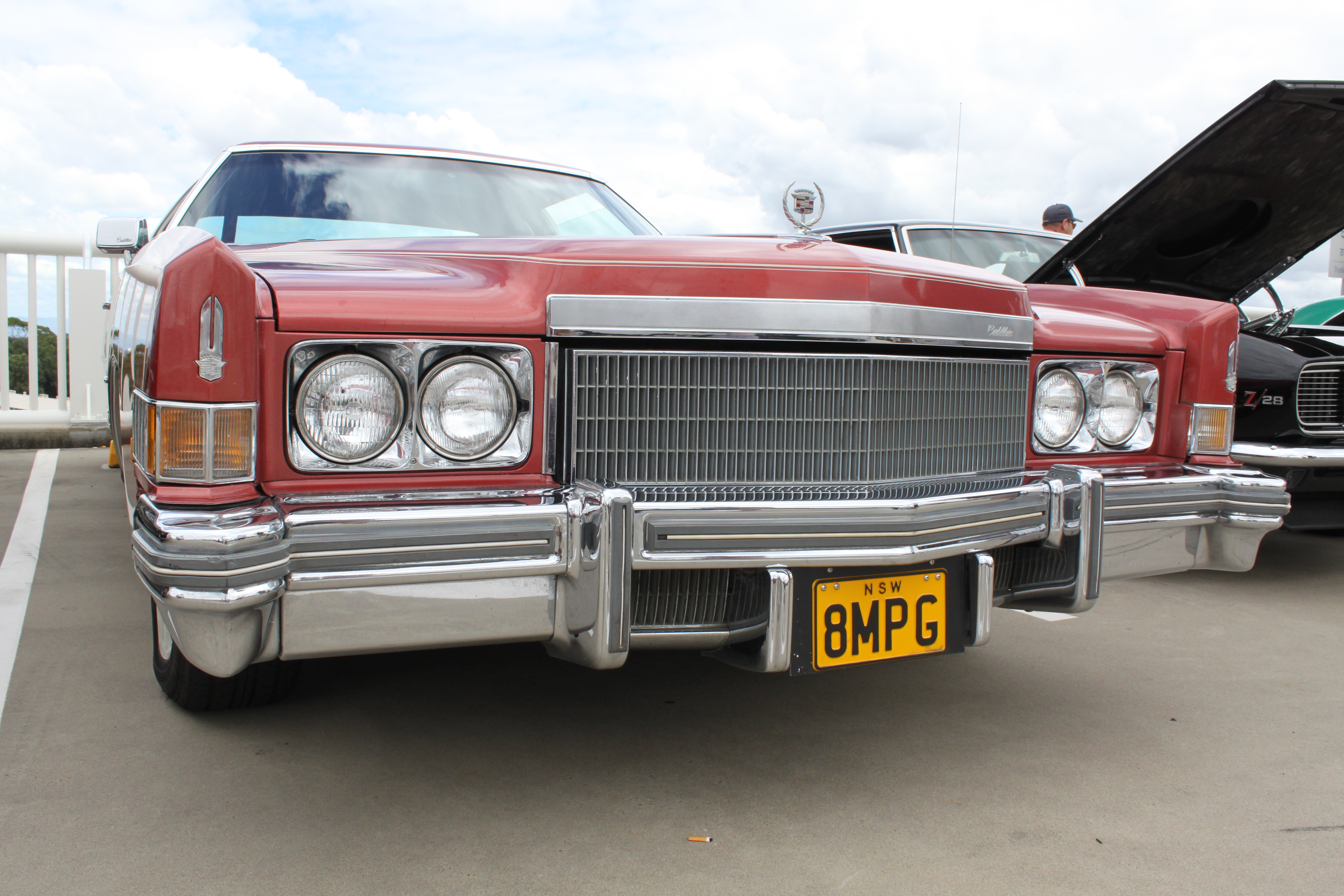
Überarbeitete Frontpartie mit Sicherheitsstoßstangen (1973)

1973 wurden vorne Sicherheitsstoßstangen eingeführt, die, den gesetzlichen Anforderungen entsprechend, bei einem Aufprall mit einer Geschwindigkeit von fünf Meilen pro Stunde Karosserieschäden verhindern sollten. Die Form des Kühlergrills wurde an die neuen Stoßstangen angepasst. Hinzu kam ein neu gestaltetes Kühlergitter, das aus kleinen Vierecken zusammengesetzt war. Es wurde im Volksmund als Egg Crate Grill (Eierkastengrill) verspottet. Außerdem entfiel der simulierte vertikale Lufteinlass an den hinteren Kotflügeln, die nun glattflächig gestaltet waren.

### 1974
1974 erhielt auch das Fahrzeugheck Sicherheitsstoßstangen. Die Gestaltung der Heckpartie wurde dafür überarbeitet. Das betraf den verchromten senkrechten Abschluss der Kotflügel sowie die Rückleuchten, die nun horizontal über der Stoßstange angeordnet waren. Zudem war nun ein Airbag auf Fahrerseite erhältlich.

### 1975 bis 1978

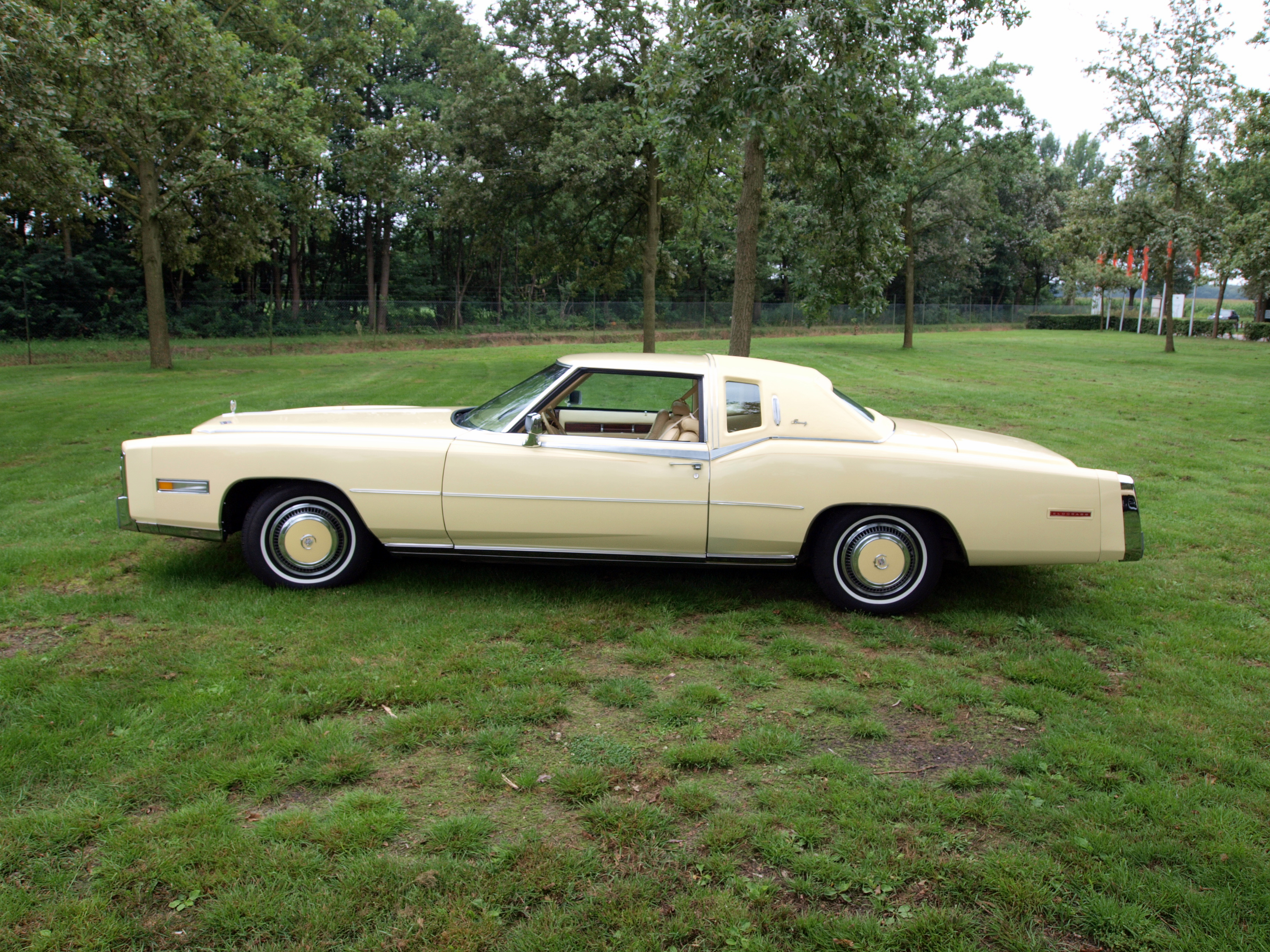
Neu gestaltete hintere Kotflügel ab 1975

Zum Modelljahr 1975 überarbeitete Cadillac den Fleetwood Eldorado umfangreich. Die auffälligste stilistische Änderung betraf die hinteren Kotflügel. Der Hüftschwung über den Hinterrädern erhielt die Form eines Knicks und erinnerte nun an die winklige Gestaltung dieses Details bei den ersten frontgetriebenen Eldorados. Die Abdeckung der Hinterräder entfiel; die Radhäuser waren nun offen und größer ausgeschnitten. Allerdings boten diverse Zubehörhändler Abdeckungen zum Nachrüsten an. Die hinteren Seitenfenster des Coupés wurden größer. An der Frontpartie gab es nun rechteckige Doppelscheinwerfer. Die Blinker waren nun in die Stoßstangen eingelassen; die vorderen Kotflügel mündeten in verchromten senkrechten Streben, die sich in ähnlicher Form – dort allerdings leicht angewinkelt – am Ende der hinteren Kotflügel befanden. Die Kühleröffnung war schmaler. Sie hatte nach wie ein nach dem Egg-Crate-Muster gestalteten Kühlergrill.

#### 1976 bis 1978
In den letzten Baujahren gab es nur noch geringfügige stilistische Änderungen. Technisch war ab 1977 nur noch der 7,0 Liter große Motor erhältlich. 1978 stattete Cadillac den Eldorado serienmäßig mit einer Niveauregulierung aus, nachdem sie vorher bereits gegen Aufpreis erhältlich gewesen war.

## Fleetwood Eldorado Convertible

### „Das letzte Convertible Amerikas“

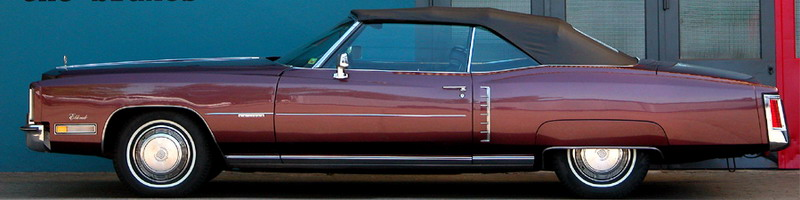
Cadillac Fleetwood Eldorado Convertible (1971)

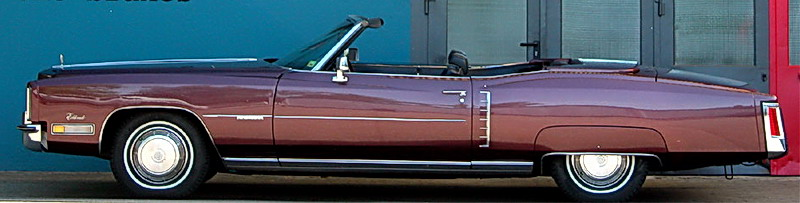
„Hideaway Hood“

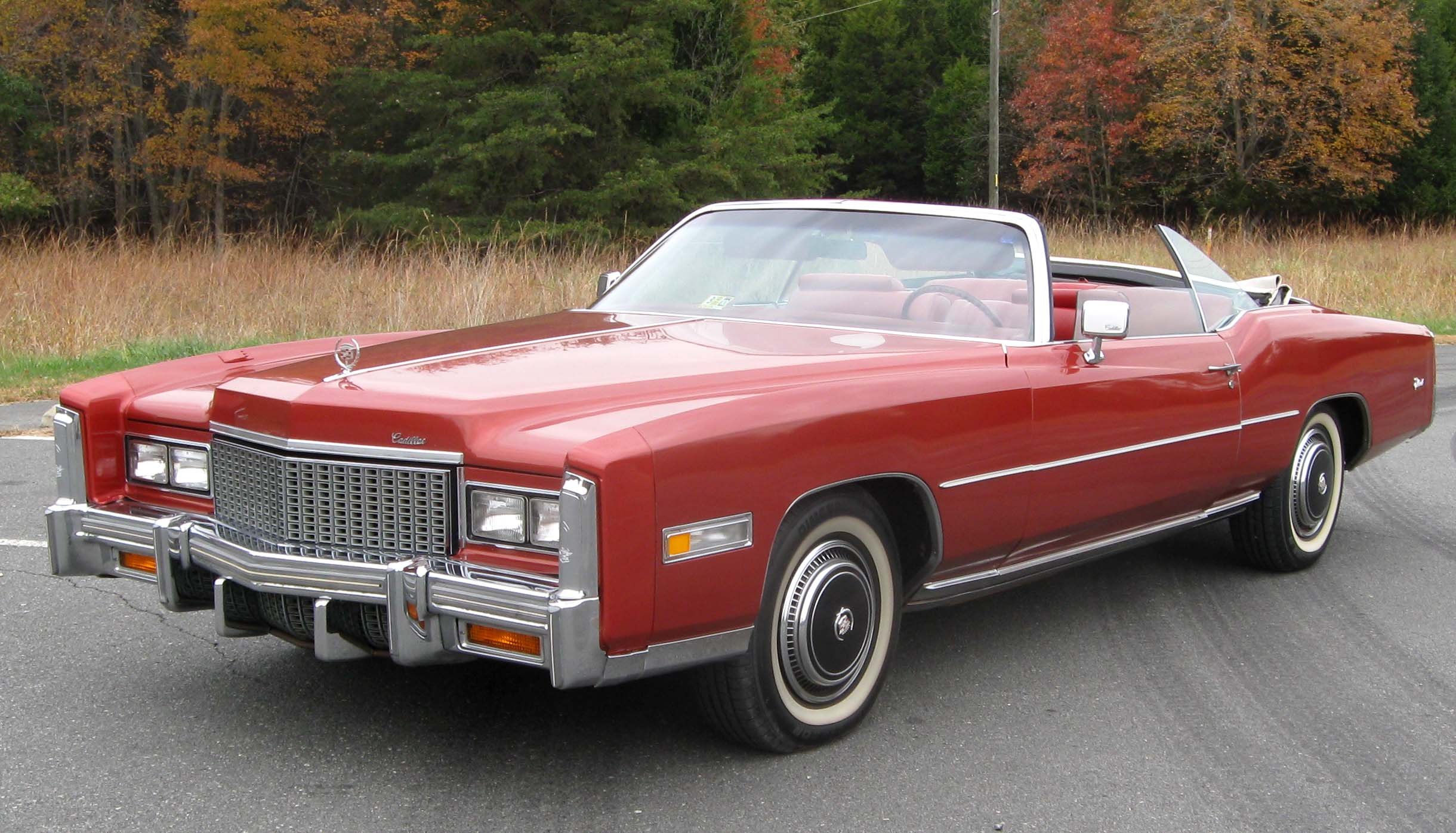
„Das letzte amerikanische Convertible“: Fleetwood Eldorado Convertible, Modelljahr 1976

Die offene Ausführung des Eldorado erschien zusammen mit dem Coupé 1971. In geöffnetem Zustand verschwand das Stoffverdeck vollständig im Fahrzeugunterbau, sodass die Gürtellinie anders als bei vielen anderen Cabriolets nicht durch das zusammengefaltete Verdeck unterbrochen wurde. Die Werbung beschrieb diese Form des Stoffdachs als Hideaway Top.
Das Eldorado Convertible war in den 1970er-Jahren das einzige im Cadillac-Programm verbliebene Cabriolet. Zunächst hatten andere GM-Marken noch offene Versionen ihrer Full-Size-Modelle im Programm – Chevrolet beispielsweise das Caprice Classic Convertible, Buick das Le Sabre Convertible –, nach deren Einstellung im Herbst 1974 war das Eldorado Convertible das einzige verbliebene offene Auto aus US-amerikanischer Produktion. Für das Modelljahr 1976 wurde der offene Eldorado dementsprechend als The Last American Convertible beworben. Zugleich kündige Cadillac die Produktionseinstellung mit Ablauf dieses Modelljahrs an. Im Vergleich zum Vorjahr kam daraufhin es fast zu einer Verdoppelung des Umsatzes: 1976 verkaufte Cadillac 14000 Eldorado Convertibles; mehr Cabriolets wurden in keinem anderen Produktionsjahr gefertigt. Viele von ihnen wurden von Sammlern und Spekulanten als Anlageobjekte erworben. Die Produktion des letzten Cabriolet-Jahrgangs war begrenzt durch die eingeschränkte Verfügbarkeit von Verdeckmechanismen. Bereits 1974 hatte Cadillac begonnen, die notwendigen Komponenten für das letzte Fertigungsjahr auf Vorrat zu kaufen; mehr als 14.000 Einheiten ließen sich aber nicht besorgen.
Die letzten 200 Exemplare des Eldorado Convertible wurden 1976 als Bicentennial Edition verkauft. Anlass war das 200. Jubiläum der Vereinigten Staaten in diesem Jahr.

### „Cabriolet Package“

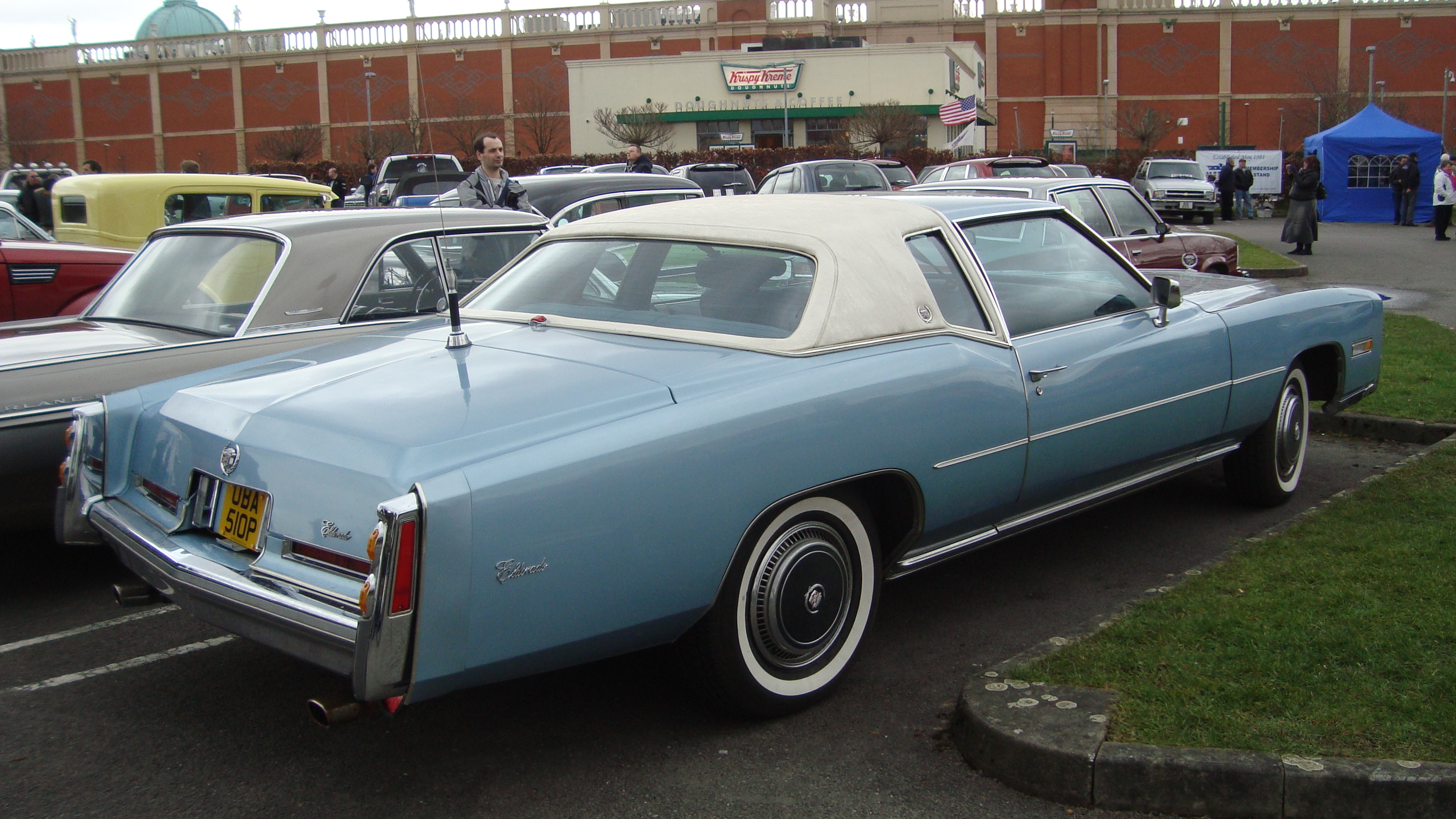
Mit festem Dach: Fleetwood Eldorado Custom Cabriolet

Vom Convertible, also der offenen Version des Eldorado, zu unterscheiden war das Custom Cabriolet Roof Coupé, das ab 1972 angeboten wurde. Hierbei handelte es sich um eine besondere Ausstattungslinie des Coupés, zu der ein Vinylbezug des hinteren Dachteils gehörte. Diese Gestaltung sollte den Eindruck eines Landaudachs erwecken. Tatsächlich konnte das Dachteil aber nicht heruntergeklappt werden. Das Cabriolet Package kostete 484 US-$.

### Alternativen

#### Nachträgliche Umbauten
Nach der Produktionseinstellung des Werkscabriolets arbeiteten mehrere unabhängige Unternehmen Eldorado Coupés im Einzelauftrag von Kunden zu Cabriolets um. Am erfolgreichsten war Custom Coach aus Lima, Ohio. Das Unternehmen verwendete Originalteile von Cadillac, die es zuvor von Händlern aufgekauft hatte.

#### Astroroof und Moonroof
Im Werksauftrag rüstete das unabhängige Unternehmen American Sunroof Corporation 500 Fahrzeuge des Modelljahrs 1978 mit Astroroof bzw. Moonroof genannten gläsernen Schiebedächern aus.

#### T-Top
Darüber hinaus erhielten einzelne Fahrzeuge 1978 nachträglich ein elektrisch betriebenes T-Top. Diese Modelle hatten einen festen Mittelsteg zwischen der Windschutzscheibe und dem Überrollbügel. Über dem Fahrer und dem Beifahrer befand sich jeweils ein bewegliches Dachteil. Beide Dachteile konnten durch Elektromotoren in den Mittelsteg geschoben werden, sodass partielle Offenheit über den Frontpassagieren erreicht wurde. Bertone hatte eine derartige Dachkonstruktion erstmals 1969 für den Bertone-BMW 2800 Spicup entwickelt; der französische Karosserier Heuliez übernahm dieses Konzept zwei Jahre später für eine kleine Sonderserie, erfolglose des Citroën SM namens SM Espace.
Das T-Top des Eldorado wurde nachträglich von American Sunroof Corporation installiert. Der genaue Produktionsumfang dieser Version ist unbekannt; je nach Quellenlage ist von zwei bis sieben Exemplaren die Rede.

## Cadillac Fleetwood Eldorado Biarritz und Biarritz Classic

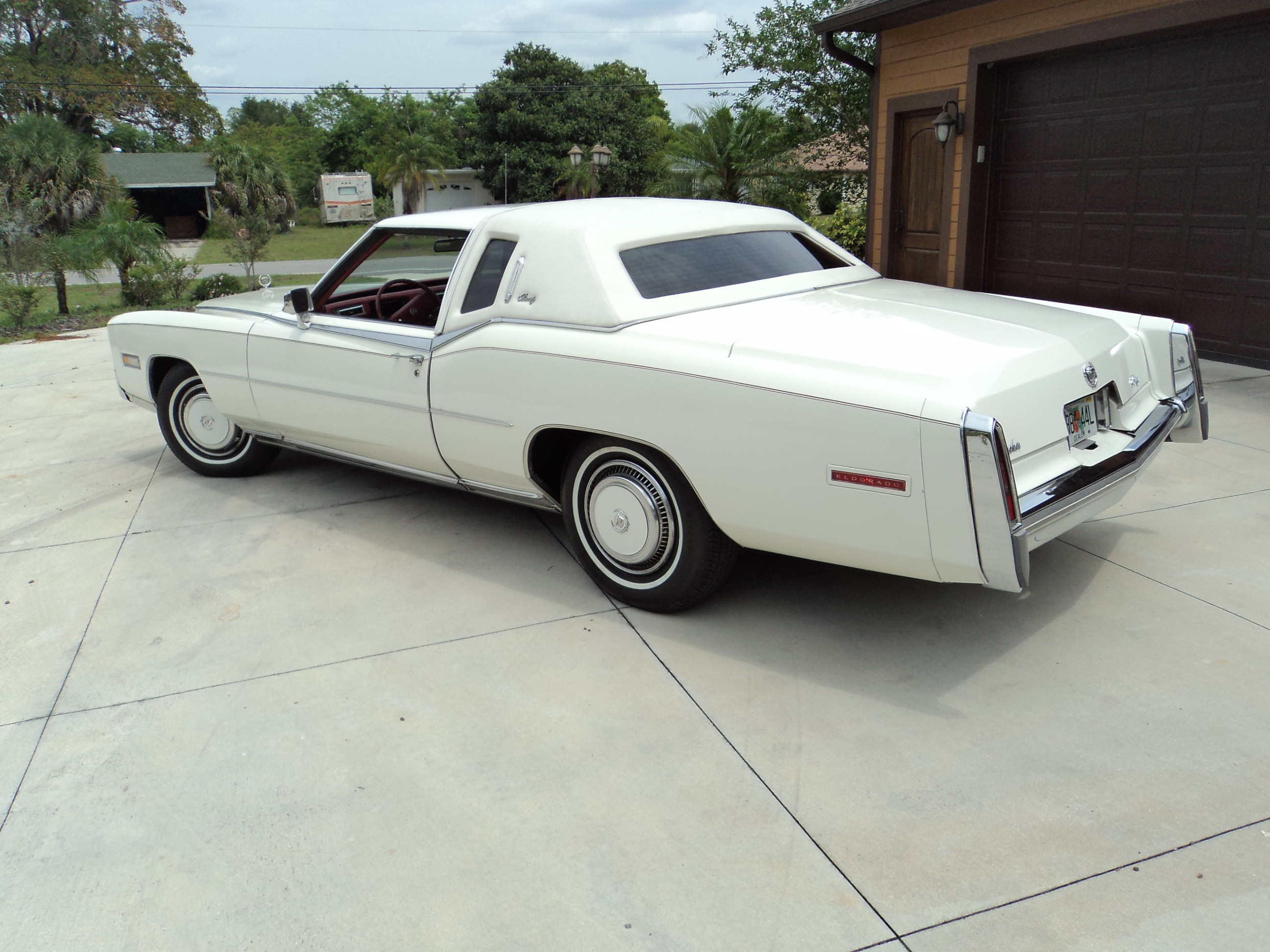
Cadillac Fleetwood Eldorado Biarritz (1978)

Im Laufe des Modelljahrs 1976 führte Cadillac eine besonders hochwertig ausgestattete Version des geschlossenen Fleetwood Eldorado ein, für die man die seit über einem Jahrzehnt nicht mehr genutzte Zusatzbezeichnung Biarritz wiederbelebte. Zum Biarritz-Paket gehörte eine besonders dicke Polsterung des Vinyldachs, ein Heckfenster, das im Vergleich zum regulären Coupé kleiner dimensioniert war („Limousine Style“) sowie zusätzlicher Chromschmuck an den Wagenflanken und eine hochwertige Lederausstattung im Innenraum. Einige Details wurden in den folgenden Jahren geändert. Der Aufpreis für die Biarritz-Ausstattung betrug 1760 US-$ (1977) bzw. 1865 US-$ (1978).
Im letzten Modelljahr erschien zusätzlich der Fleetwood Eldorado Biarritz Classic, eine nochmals teurere Variante, mit der Cadillac den Eldorado gegen die Diamond Jubilee Edition von Fords Konkurrenzmodell Continental Mark V positionierte. Die Ausstattung des Biarritz Classic entsprach der des regulären Biarritz, allerdings hatte das Auto eine zweifarbige Lackierung aus Beige und Dunkelbraun. Dabei war die Motorhaube farblich vom Rest der Karosserie abgesetzt. Diese Farbkombination wiederholte sich bei der Lederausstattung. Die Umrüstung des Innenraums und die Lackierung nahm Cadillac nicht selbst vor; aus Kapazitätsgründen wurden diese Arbeiten zu der American Sunroof Corporation ausgelagert. Der Aufpreis für einen Eldorado Biarritz Classic betrug, bezogen auf den Basis-Eldorado, 2466 US-$. Insgesamt entstanden 2000 Exemplare dieses Modells; sie wurden im Mai und im Juni 1978 komplettiert.

## Presse
Die Kritik der Automobilpresse war empfindlich. Nach Ansicht des Magazins Automobile Quarterly gab es „keinen logischen Grund“ für den Kauf eines solchen Autos: Die Effizienz des Eldorado liege „nahe Null“; er habe das Handling eines Schleppkahns und sei das verbrauchsintensivste Auto auf dem Markt.

## Der Fleetwood Eldorado auf dem heimischen Markt

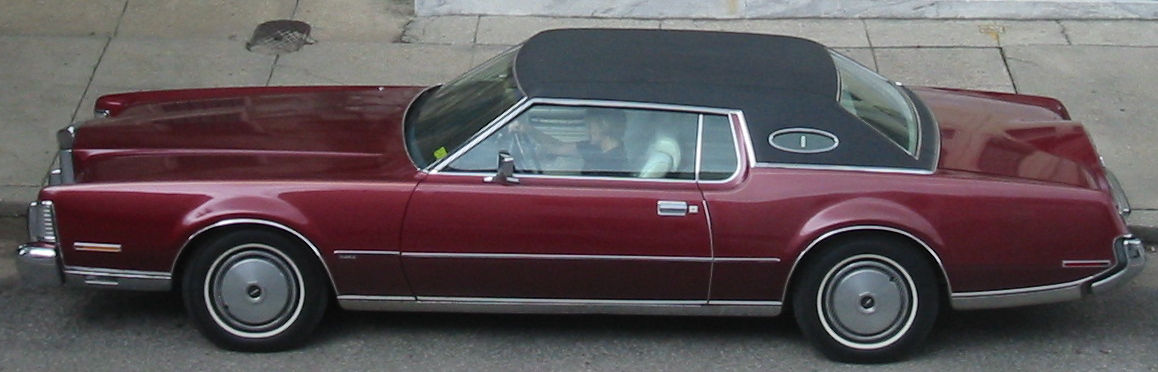
Konkurrenzmodell von Ford: Continental Mark IV (1972–1976)

In den USA konkurrierte der Fleetwood Eldorado in erster Linie mit dem Continental Mark III bzw. dem Mark IV, den Oberklassecoupés des Ford-Konzerns, die über die Luxusmarke Lincoln vertrieben wurden. Schon die Vorgängermodelle hatten in der Zeit von 1967 bis 1970 in Konkurrenz zueinander gestanden. Der Chrysler-Konzern hatte kein vergleichbares Modell im Angebot. Zwar waren die großen Imperial auch als Zweitürer erhältlich; sie belegten aber nicht die Nische der Personal Luxury Cars.
Die US-amerikanische Motorpresse zog in Vergleichstests üblicherweise den älteren Lincoln Mark III dem neuen Cadillac Eldorado vor: Auch wenn der Eldorado technisch fortschrittlicher sei, sei der Mark III das seriösere Automobil. Mit der Einführung des Mark IV änderte sich die Beurteilung. Spätere Berichte hoben die bessere Straßenlage des Eldorado hervor und ließen ihn vor allem deshalb gegenüber dem neuen Lincoln gewinnen.
Während sich die erste Generation des frontgetriebenen Eldorado jeweils besser verkauft hatte als der Continental Mark III, waren der Mark IV und sein Nachfolger Mark V in den 1970er-Jahren regelmäßig die erfolgreicheren Modelle. Ford verkaufte von dem nur als Coupé angebotenen Mark IV mehr Fahrzeuge als Cadillac vom geschlossenen und vom offenen Eldorado zusammen absetzen konnte.

## Der Fleetwood Eldorado in Europa
General Motors bot den Fleetwood Eldorado zeitweise auch über seine Niederlassungen in Europa an. Die Preise schwankten in Abhängigkeit vom jeweiligen Wechselkurs. 1971 kostete das Coupé in Deutschland  52.700 DM, etwa zehnmal so viel wie ein VW 1200 (Käfer) in der Basisausstattung. Ein Mercedes-Benz 300 SEL 6,3 (Baureihe W108) kostete 45.400 DM, ein ebenfalls frontgetriebener Citroën SM 31.600 DM. Im Modelljahr 1975 bot GM das Eldoraro-Coupé für 44.900 DM und 1977 schließlich für 41.097 DM an. In diesem Jahr war es ähnlich teuer wie ein Mercedes-Benz 350 SLC und günstiger als ein Jaguar XJ-S mit V12-Motor.

## Produktion
| Modelljahr | Cadillac Fleetwood Eldorado | Cadillac Fleetwood Eldorado | Cadillac Fleetwood Eldorado | Lincoln Continental | Lincoln Continental | Lincoln Continental |
|            |                             |                             |                             | Mark III            | Mark IV             | Mark V              |
|            | Convertible                 | Coupé                       | Gesamt                      |                     |                     |                     |
| ---------- | --------------------------- | --------------------------- | --------------------------- | ------------------- | ------------------- | ------------------- |
| 1971       | 6.800                       | 20.568                      | 27.368                      | 27.346              |                     |                     |
| 1972       | 7.975                       | 32.099                      | 40.074                      |                     | 48.591              |                     |
| 1973       | 9.315                       | 42.136                      | 51.451                      |                     | 69.437              |                     |
| 1974       | 7.600                       | 32.812                      | 40.412                      |                     | 57.316              |                     |
| 1975       | 8.950                       | 35.802                      | 44.752                      |                     | 47.145              |                     |
| 1976       | 14.000                      | 35.184                      | 49.184                      |                     | 56.110              |                     |
| 1977       |                             | 28.000                      | 28.000                      |                     |                     | 80.321              |
| 1978       |                             | 46.816                      | 46.816                      |                     |                     | 72.602              |

## Technische Daten
| Cadillac Fleetwood Eldorado          |                                                                            |                                                                                          |                                                                       |
|                                      | Erste Serie                                                                | Zweite Serie (Facelift 1975)                                                             | Zweite Serie (Facelift 1975)                                          |
|                                      | 1971–1974                                                                  | 1975–1976                                                                                | 1977–1978                                                             |
| Motor:                               | Achtzylinder-Ottomotor V-Anordnung                                         | Achtzylinder-Ottomotor V-Anordnung                                                       | Achtzylinder-Ottomotor V-Anordnung                                    |
| Hubraum:                             | 8194 cm³                                                                   | 8194 cm³                                                                                 | 6966 cm³                                                              |
| Bohrung × Hub:                       | 109,22 × 109,32 mm                                                         | 109,22 × 109,32 mm                                                                       | 103,7× 103,1 mm                                                       |
| Leistung:                            | 365 SAE-PS brutto (1971) 235 SAE-PS (1972–1973) 210 SAE-PS (157 KW) (1974) | 190 SAE-PS (141 KW) (1975–1976; Vergaser) 215 SAE-PS (160 KW) (1976; Benzineinspritzung) | 180 SAE-PS (134 KW; Vergaser) 195 SAE-PS (145 KW; Benzineinspritzung) |
| Gemischaufbereitung:                 | Doppel-Registervergaser                                                    | Doppel-Registervergaser auf Wunsch Benzineinspritzung (1976)                             | Doppel-Registervergaser auf Wunsch Benzineinspritzung                 |
| Ventilsteuerung:                     | untenliegende Nockenwelle                                                  | untenliegende Nockenwelle                                                                | untenliegende Nockenwelle                                             |
| Kühlung:                             | Wasserkühlung                                                              | Wasserkühlung                                                                            | Wasserkühlung                                                         |
| Getriebe:                            | Automatisches Dreiganggetriebe                                             | Automatisches Dreiganggetriebe                                                           | Automatisches Dreiganggetriebe                                        |
| Radaufhängung vorn:                  | Querlenker Schraubenfedern                                                 | Querlenker Schraubenfedern                                                               | Querlenker Schraubenfedern                                            |
| Radaufhängung hinten:                | Starrachse Schraubenfedern                                                 | Starrachse Schraubenfedern                                                               | Starrachse Schraubenfedern                                            |
| Bremsen:                             | vorne Scheibenbremsen hinten Trommelbremsen                                | vorne Scheibenbremsen hinten Trommelbremsen                                              | vorne Scheibenbremsen hinten Trommelbremsen                           |
| Chassis:                             | Kastenrahmen                                                               | Kastenrahmen                                                                             | Kastenrahmen                                                          |
| Karosserie:                          | Stahl                                                                      | Stahl                                                                                    | Stahl                                                                 |
| Radstand:                            | 3208 mm                                                                    | 3208 mm                                                                                  | 3208 mm                                                               |
| Abmessungen (Länge × Breite × Höhe): | 5629 × 2027× 1370 mm (1971–1973) 5690 × 2027× 1370 mm (1974)               | 5690 × 2027× 1370 mm (1975–1978)                                                         | 5690 × 2027× 1370 mm (1975–1978)                                      |
| Leergewicht:                         | 2260 kg (Coupé)                                                            | 2375 kg (Coupé)                                                                          | 2291 kg (Coupé)                                                       |
| Höchstgeschwindigkeit:               | 200 km/h                                                                   | 190 km/h                                                                                 | 175 km/h                                                              |